# Zenoburg

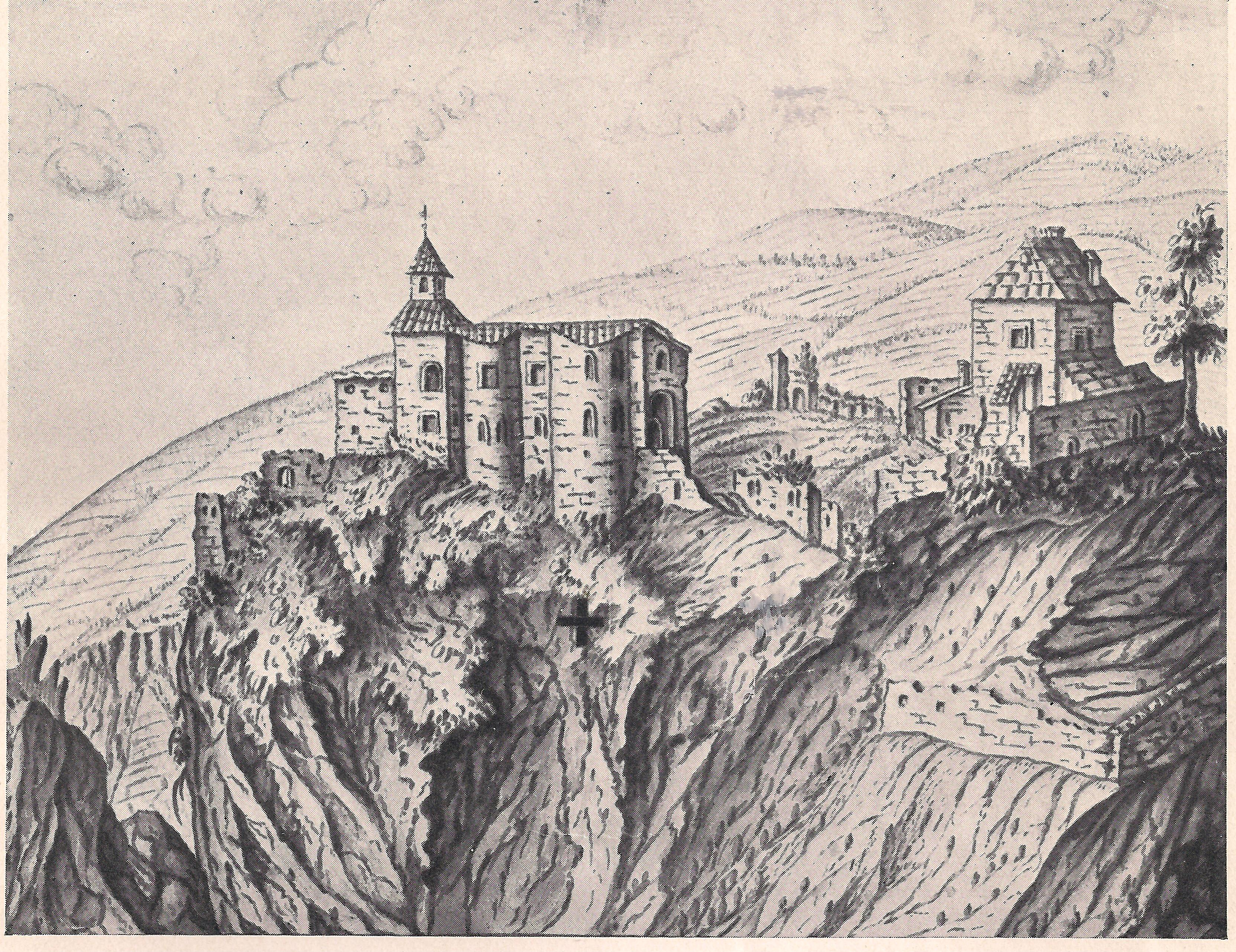
Die Zenoburg um 1813

Die Zenoburg (auch Zenoberg) steht am Zenoberg, dem untersten Ausläufer des Küchelbergs, am Übergang des Passeiertals ins Etschtal über dem Meraner Talkessel. Sie befindet sich heute auf dem Gemeindegebiet von Dorf Tirol in Südtirol.

## Geschichte
Schon die Römer errichteten an diesem strategisch günstigen Standort nahe der heutigen Stadt Meran einen Stützpunkt zur Überwachung der Handelswege, das Castrum Majense. In der Spätantike errichtete man eine Kapelle zum Andenken an Sankt Zeno. Sie zog in der Folgezeit viele Wallfahrer und Pilger an. Zwischen 470 und 474 wurde hier der Passauer Bischof Valentin und 725 der Freisinger Bischof Korbinian bestattet. Um die Jahrtausendwende verringerte sich die religiöse Bedeutung; die Gebeine der Bischöfe wurden nach Passau (Hl. Valentin, 765) bzw. nach Freising (Hl. Korbinian, 768) überführt und die Kapelle verfiel.
Die Zenoburg wurde 1237 erstmals urkundlich erwähnt, sie stand damals unter Verwaltung der Tiroler Ministerialen Suppan. Meinhard II. baute zwischen 1285 und 1290 die Befestigungsanlage und das Heiligtum als eigenen Herrschaftssitz aus. Am Portal der Burgkapelle ist die spätromanische Plastik eines Tiroler Adlers aus der Zeit um 1300 angebracht, die als Vorlage für die 1960 erfolgte Anbringung eines Zenoberger Adlers am Neuen Landhaus in Innsbruck diente. Nachdem Schloss Tirol 1301 durch einen Brand teilweise zerstört worden war, verlegte man die Residenz der Tiroler Grafen bis zur Zerstörung der Zenoburg 1347 durch den Luxemburger Karl IV. hierher, so dass die Zenoburg und die landesfürstliche Burg in Gries bei Bozen unter Meinhards Söhnen im frühen 14. Jahrhundert als tirolische „Filialresidenzen“ fungierten. Auch nach dem partiellen Verfall der Gebäude wurde hier ein Tiroler landesfürstlicher Verwalter eingesetzt bzw. das Objekt als Lehen ausgegeben, so etwa 1486 an Berthold Feierabend.
Im Herbst 1944 hielt die nationalsozialistische Verwaltung Südtirols, angeführt von Gauleiter Franz Hofer, auf der Zenoburg ein politisch funktionalisiertes Erntedankfest ab.
Die Zenoburg ist im Besitz der Familie Braitenberg. Die Ruine wurde besonders während der 1970er und 1980er Jahre von Carl von Braitenberg in ihrem Bestand gesichert. Die Burg kann nicht besichtigt werden.